# 리야 센
리야 센(힌디어: रिया सेन, 영어: Riya Sen, 1981년 1월 24일 ~ )은 인도의 배우, 모델이다.

## 출연 작품
- 쟈티쉬워 (2014)
- 러브 키츠디 (2009)

## 같이 보기
- 인도 영화 배우 목록